# Auditorio San Pedro
El Auditorio San Pedro se localiza en la avenida Humberto Lobo esquina Morones Prieto, Col. Del Valle, CP 66220, San Pedro Garza García, Nuevo León.
El diseño y la dirección de obra del auditorio San Pedro fue hecha, por los arquitectos Jorge Albuerne Esparza, Juan M Villarreal Leal y Andrés González Arquieta
La innovación en el diseño de este auditorio es que se utilizó el sistema de acomodo de los espectadores llamado "Continental", primera vez hecho en México (el convencional se llama "Universal"), solamente  se accesa por puertas con cortinas a vestíbulos laterales (que conectan al vestíbulo principal) cada 4  o 5 filas de butacas, las butacas tienen una distancia confortable del asiento al respaldo de la siguiente fila para funcionar cómodamente. De esta manera el desalojo de la sala es más rápido y no estorba a la audiencia a la visual del espectáculo por las circulaciones centrales (no existen) perpendiculares a las filas de butacas, cuando circula alguna persona (en el sistema convencional). El Diseño del auditorio fue premiado por el Colegio de Arquitectos de Nuevo Leon, en la Bienal de arquitectura. También recibió Premio Internacional(Medalla), en la Bienal Mundial de Arquitectura, Sofía Bulgaria 1985.
El contratista fue Óscar Bulnes y el auditorio fue inaugurado el 10 de octubre de 1982. En el espacio se realizan representaciones de teatro, danza, conciertos, festivales nacionales, internacionales y actividades académicas. Aforo1063 localidades fijas y numeradas 489 luneta 574 segundo nivel espectadores.
Descripción técnica y equipos.
- Escenario:Tipo italiano

Descripción
- Tipo: italiano
- Piso: triplay
- Boca escena: 14 m de ancho x 7 m de altura
- Del fondo negro al telón de boca: 14 m
- Trampa o escotillón: manual
- Proscenio: 1.90 m de ancho x 14 m de largo
- Del piso del escenario al telar: 20 m de altura
- Tiros de acción manual: 31
- Tiros contrapesados: 26
- Distancia entre varas:.60 m
- Desahogos laterales
- Derecho e izquierdo: 5 m de ancho x 14 m de largo x 20 m de altura
- Acceso de actores al foro por el lado izquierdo
- Comunicación de lado a lado del escenario por pasillo posterior
- Puerta de acceso de escenografía: 7 m de ancho x 3.50 m de altura
- Foso para orquesta
- Superficie del piso al escenario: 3 m de altura x 14 m de ancho x 6 m de fondo.

Vestiduras:
- Telón de boca (guillotina) horizontal y vertical color rojo
- Bambalinón: 3 m de ancho x 16 m de largo
- Bambalinas: 7 m de altura, máximo 7.50 m
- Piernas del escenario: 3 m de ancho x 9 m de altura
- 2 previstas: 3 m de ancho x 8 m de largo
- Ciclorama celeste
- Comodín
- Cámara negra

Iluminación:
- 1 consola de 48 canales
- 13 dimmers
- 80 reflectores: 60 leekos y 20 fresneles
- 4 diablas
- 1 seguidor de 30 m de alcance
- 4 varas para iluminación
- 2 puentes para iluminación con 25 circuitos cada uno, ubicados en primera fila y en medio de la sala
- Los contactos se localizan en ambos lados del foro.

Sonido:
- 1 consola de 24 canales
- 3 ecualizadores
- 5 amplificadores
- 2 reproductores de casete
- 1 reproductor de disco compacto
- 4 bafles
- 4 monitores
- 10 micrófonos
- 20 pedestales: 12 estándar y 8 de brazos
- Sistema de intercomunicación
- La cabina se localiza en la parte posterior de la sala.

Pianos:
- 1 Steinway de cola
- 1 Bechstein Concierto de media cola
- Fecha de última modificación: 13 de febrero del 2017, 15:22

Información proporcionada por:
Red Nacional de Información Cultural
Coordinación Nacional de Desarrollo Institucional/SIC